# 粟田真人

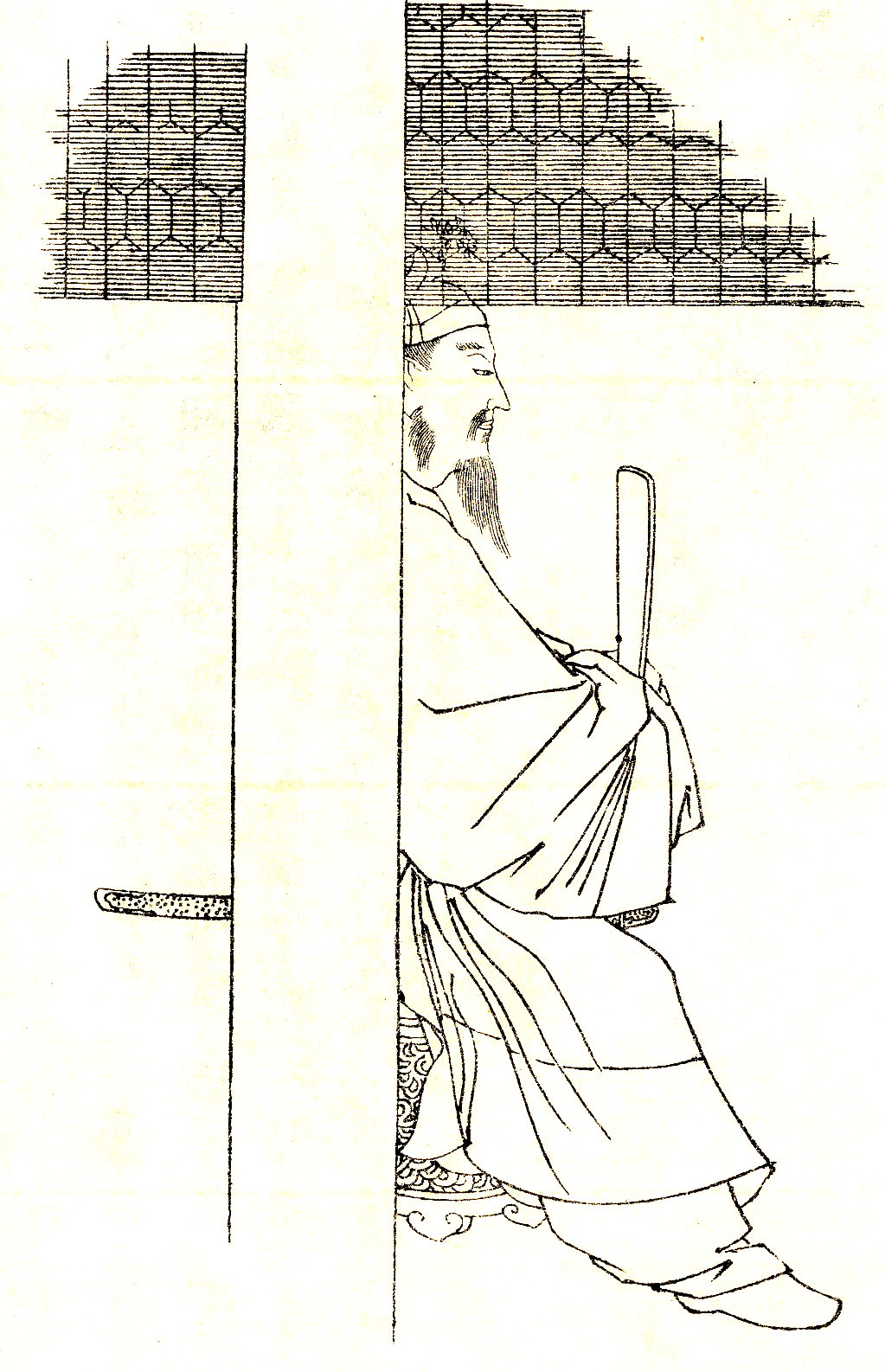
粟田朝臣真人

粟田真人（？—719年）是日本古代派往中國的第8任遣唐使。他前往中原之時，正值武則天稱帝時期。日本史書《續日本紀》曾記載其事跡如下：
（庆云元年）秋七月甲申朔，正四位下粟田朝臣真人，自唐國至。初至唐時，有人來問曰：「何處使人？」答曰：「日本國使。」我使反問曰：「此是何州界？」答曰：「是大周楚州鹽城縣界也。」更問：「先是大唐，今稱大周。國號緣何改稱？」答曰：「永淳二年，天皇太帝崩。皇太后登位，稱號聖神皇帝，【武則天也。】國號大周。」問答略了，唐人謂我使曰：「亟聞，海東有大倭國。謂之君子國。人民豐樂，禮義敦行。今看使人，儀容大淨。豈不信乎？」語畢而去。
中國史書《舊唐書》亦有記載如下：
長安三年，其大臣朝臣真人，來貢方物。朝臣真人者，猶中國戶部尚書，冠進德冠、其頂爲花、分而四敵、身服紫袍、以帛爲腰帶。真人好讀經史、解屬文、容止溫雅。則天宴之於麟德殿，授司膳卿，放還本國。

## 對日本國號之承認
早在武后之前，日本已對中國提出更變國號之申請。而中國對此則置之不理。其原因之一在於兩者間通譯的差距。《舊唐書》有云：「日本國者，倭國之別種也。以其國在日，故以日本為名。或曰：『倭國自惡其名不雅，改爲日本。』或云：『日本舊小國，併倭國之地。』其人入朝者，多自矜大，不以實對。故中國疑焉。」按，使者蓋以神武天皇東征之時，於日下（くさか、日本書紀作草香。）登陸，遂致統一全國等事，告知詢問更號之由的中國官人。在通譯誤謬之下，遂有「日本（日下）舊小國，併倭國之地。」之說，而遣唐使亦以不成熟的中文更正，仍舊無法溝通。三番兩覆之後，中國疑其不以實對，遂不承認改號。
而武后之時，看的出武則天對粟田真人頗有好感。武后本身亦自改國號，並好新奇之事，（如創則天文字、立四字元號等。）遂同意日本將國號改「倭」為「日本」。《史記正義》云：「倭國，武皇后改曰日本國。」就此觀之，中國對日本國號之承認，粟田真人功不可沒。

## 禮儀君子國
粟田真人被稱作君子國人，其後藤原清河時，日本更被唐玄宗稱作禮儀君子國。按大日本史藤原河清傳、高僧傳要文抄並稱：
（藤原清河）至長安，見玄宗。玄宗曰：「聞彼國有賢君。今觀使者，趍揖有異。」乃號日本，為禮儀君子國。命阿倍仲麻呂。導清河等，視府庫及三教殿。又圖清河及副使吉備真備貌，納於蕃藏中。及歸，玄宗賜詩曰：「日下非殊俗，天中嘉會朝，念余懷義遠，矜爾畏途遙，漲海寬秋月，歸帆駛夕颷，因驚彼君子，王化遠昭昭。」特差鴻臚卿蔣挑捥，送至楊州，使魏方進供給。